# Volta Ciclista a Catalunya 2012
La Volta Ciclista a Catalunya 2012, novantaduesima edizione della corsa e valevole come quinta prova dell'UCI World Tour 2012, si è svolta in sette tappe dal 19 al 25 marzo 2012, per un percorso totale di 1 206,1 km (poi ridotti a 1 150,2 per maltempo). La corsa fu vinta dallo svizzero Michael Albasini, in forza al GreenEDGE Cycling Team, che concluse la corsa con il tempo di 24h15'45".

## Tappe
| Tappa  | Data     | Percorso                         | km      | Vincitore di tappa | Leader cl. generale |
| ------ | -------- | -------------------------------- | ------- | ------------------ | ------------------- |
| 1ª     | 19 marzo | Calella > Calella                | 138,9   | Michael Albasini   | Michael Albasini    |
| 2ª     | 20 marzo | Gerona > Gerona                  | 161     | Michael Albasini   | Michael Albasini    |
| 3ª     | 21 marzo | La Vall d'en Bas > Canturri      | 155     | Janez Brajkovič    | Michael Albasini    |
| 4ª     | 22 marzo | Tremp > Ascó                     | 199     | Rigoberto Urán     | Michael Albasini    |
| 5ª     | 23 marzo | Ascó > Manresa                   | 207,1   | Julien Simon       | Michael Albasini    |
| 6ª     | 24 marzo | Sant Fruitós de Bages > Badalona | 169,4   | Samuel Sánchez     | Michael Albasini    |
| 7ª     | 25 marzo | Badalona > Barcellona            | 119,8   | Julien Simon       | Michael Albasini    |
| Totale | Totale   | Totale                           | 1 150,2 |                    |                     |

## Squadre e corridori partecipanti
Essendo inserita tra le gare dell'UCI World Tour, tutte le squadre con licenza "UCI ProTeam" devono automaticamente parteciparvi. In totale prendono il via ventitré squadre, di cui diciotto "ProTeams" e cinque "UCI Professional Continental Team".
| N.      | Cod. | Squadra                |
| ------- | ---- | ---------------------- |
| 1-8     | ALM  | AG2R La Mondiale       |
| 11-18   | AST  | Astana Pro Team        |
| 21-28   | BMC  | BMC Racing Team        |
| 31-38   | EUS  | Euskaltel-Euskadi      |
| 41-48   | FDJ  | FDJ-BigMat             |
| 51-58   | GRM  | Team Garmin-Barracuda  |
| 61-68   | GEC  | GreenEDGE Cycling Team |
| 71-78   | KAT  | Katusha Team           |
| 81-88   | LAM  | Lampre-ISD             |
| 91-98   | LIQ  | Liquigas-Cannondale    |
| 101-108 | LTB  | Lotto-Belisol Team     |
| 111-118 | MOV  | Movistar Team          |

| N.      | Cod. | Squadra                |
| ------- | ---- | ---------------------- |
| 121-128 | OPQ  | Omega Pharma-Quickstep |
| 131-138 | RAB  | Rabobank Cycling Team  |
| 141-148 | RNT  | RadioShack-Nissan      |
| 151-158 | SKY  | Sky Procycling         |
| 161-168 | SAX  | Team Saxo Bank         |
| 171-178 | VCD  | Vacansoleil-DCM        |
| 181-188 | ACG  | Andalucía              |
| 191-198 | CJR  | Caja Rural             |
| 201-208 | COF  | Cofidis                |
| 211-218 | PRO  | Project 1T4I           |
| 221-228 | SAU  | Saur-Sojasun           |

## Dettagli delle tappe

### 1ª tappa
- 19 marzo: Calella > Calella – 138,9 km

Risultati
| Pos. | Corridore         | Squadra      | Tempo    |
| ---- | ----------------- | ------------ | -------- |
| 1    | Michael Albasini  | GreenEDGE    | 3h20'04" |
| 2    | Anthony Delaplace | Saur-Sojasun | a 42"    |
| 3    | Nicolas Edet      | Cofidis      | a 1'14"  |

| Pos. | Corridore         | Squadra      | Tempo    |
| ---- | ----------------- | ------------ | -------- |
| 1    | Michael Albasini  | GreenEDGE    | 3h20'04" |
| 2    | Anthony Delaplace | Saur-Sojasun | a 42"    |
| 3    | Nicolas Edet      | Cofidis      | a 1'14"  |

### 2ª tappa
- 20 marzo: Gerona > Gerona – 161 km

Risultati
| Pos. | Corridore        | Squadra        | Tempo    |
| ---- | ---------------- | -------------- | -------- |
| 1    | Michael Albasini | GreenEDGE      | 3h52'01" |
| 2    | Dario Cataldo    | Omega Pharma   | s.t.     |
| 3    | Rigoberto Urán   | Sky Procycling | s.t.     |

| Pos. | Corridore        | Squadra      | Tempo    |
| ---- | ---------------- | ------------ | -------- |
| 1    | Michael Albasini | GreenEDGE    | 7h12'11" |
| 2    | Ryder Hesjedal   | Garmin       | a 1'32"  |
| 3    | Mikaël Cherel    | AG2R La Mon. | s.t.     |

### 3ª tappa
- 21 marzo: La Vall d'en Bas > Canturri – 155 km[1]

Risultati
| Pos. | Corridore       | Squadra      | Tempo |
| ---- | --------------- | ------------ | ----- |
| 1    | Janez Brajkovič | Astana       | [ 1 ] |
| 2    | Michał Gołaś    | Omega Pharma |       |
| 3    | Matteo Carrara  | Vacansoleil  |       |

| Pos. | Corridore        | Squadra      | Tempo    |
| ---- | ---------------- | ------------ | -------- |
| 1    | Michael Albasini | GreenEDGE    | 7h12'12" |
| 2    | Ryder Hesjedal   | Garmin       | a 1'32"  |
| 3    | Mikaël Cherel    | AG2R La Mon. | s.t.     |

### 4ª tappa
- 22 marzo: Tremp > Ascó – 199 km

Risultati
| Pos. | Corridore       | Squadra        | Tempo    |
| ---- | --------------- | -------------- | -------- |
| 1    | Rigoberto Urán  | Sky Procycling | 5h13'12" |
| 2    | Denis Men'šov   | Katusha Team   | s.t.     |
| 3    | Sylwester Szmyd | Liquigas       | s.t.     |

| Pos. | Corridore             | Squadra       | Tempo     |
| ---- | --------------------- | ------------- | --------- |
| 1    | Michael Albasini      | GreenEDGE     | 12h25'24" |
| 2    | Steve Morabito        | BMC           | a 1'32"   |
| 3    | Jurgen Van Den Broeck | Lotto-Belisol | s.t.      |

### 5ª tappa
- 23 marzo: Ascó > Manresa – 207,1 km

Risultati
| Pos. | Corridore       | Squadra        | Tempo    |
| ---- | --------------- | -------------- | -------- |
| 1    | Julien Simon    | Saur-Sojasun   | 4h58'27" |
| 2    | Rigoberto Urán  | Sky Procycling | s.t.     |
| 3    | Sylwester Szmyd | Liquigas       | s.t.     |

| Pos. | Corridore             | Squadra       | Tempo     |
| ---- | --------------------- | ------------- | --------- |
| 1    | Michael Albasini      | GreenEDGE     | 17h23'51" |
| 2    | Jurgen Van Den Broeck | Lotto-Belisol | a 1'32"   |
| 3    | Daniel Martin         | Garmin        | s.t.      |

### 6ª tappa
- 24 marzo: Sant Fruitós de Bages > Badalona – 169,4 km

Risultati
| Pos. | Corridore      | Squadra      | Tempo    |
| ---- | -------------- | ------------ | -------- |
| 1    | Samuel Sánchez | Euskaltel    | 4h04'50" |
| 2    | Allan Davis    | GreenEDGE    | a 2"     |
| 3    | Julien Simon   | Saur-Sojasun | s.t.     |

| Pos. | Corridore             | Squadra       | Tempo     |
| ---- | --------------------- | ------------- | --------- |
| 1    | Michael Albasini      | GreenEDGE     | 21h28'43" |
| 2    | Samuel Sánchez        | Euskaltel     | a 1'30"   |
| 3    | Jurgen Van Den Broeck | Lotto-Belisol | a 1'32"   |

### 7ª tappa
- 25 marzo: Badalona > Barcellona – 119,8 km

Risultati
| Pos. | Corridore         | Squadra      | Tempo    |
| ---- | ----------------- | ------------ | -------- |
| 1    | Julien Simon      | Saur-Sojasun | 2h47'02" |
| 2    | Francesco Gavazzi | Astana       | s.t.     |
| 3    | Damiano Cunego    | Lampre-ISD   | s.t.     |

| Pos. | Corridore             | Squadra       | Tempo     |
| ---- | --------------------- | ------------- | --------- |
| 1    | Michael Albasini      | GreenEDGE     | 24h15'45" |
| 2    | Samuel Sánchez        | Euskaltel     | a 1'30"   |
| 3    | Jurgen Van Den Broeck | Lotto-Belisol | a 1'32"   |

## Evoluzione delle classifiche
| Tappa              | Vincitore          | Classifica generale Maglia bianco-verde | Classifica scalatori Maglia rossa | Classifica sprint Maglia bianca | Classifica squadre     |
| ------------------ | ------------------ | --------------------------------------- | --------------------------------- | ------------------------------- | ---------------------- |
| 1ª                 | Michael Albasini   | Michael Albasini                        | Michael Albasini                  | Anthony Delaplace               | GreenEDGE Cycling Team |
| 2ª                 | Michael Albasini   | Michael Albasini                        | Michael Albasini                  | Anthony Delaplace               | Sky Procycling         |
| 3ª                 | Janez Brajkovič    | Michael Albasini                        | Chris Anker Sørensen              | Michael Albasini                | Sky Procycling         |
| 4ª                 | Rigoberto Urán     | Michael Albasini                        | Chris Anker Sørensen              | Julián Sánchez                  | Team Garmin-Barracuda  |
| 5ª                 | Julien Simon       | Michael Albasini                        | Chris Anker Sørensen              | Tomasz Marczyński               | Team Garmin-Barracuda  |
| 6ª                 | Samuel Sánchez     | Michael Albasini                        | Chris Anker Sørensen              | Tomasz Marczyński               | Team Garmin-Barracuda  |
| 7ª                 | Julien Simon       | Michael Albasini                        | Chris Anker Sørensen              | Tomasz Marczyński               | Team Garmin-Barracuda  |
| Classifiche finali | Classifiche finali | Michael Albasini                        | Chris Anker Sørensen              | Tomasz Marczyński               | Team Garmin-Barracuda  |

## Classifiche finali

### Classifica generale - Maglia bianco-verde
| Pos. | Corridore          | Squadra     | Tempo     |
| ---- | ------------------ | ----------- | --------- |
| 1    | Michael Albasini   | GreenEDGE   | 24h15'45" |
| 2    | Samuel Sánchez     | Euskaltel   | a 1'30"   |
| 3    | J. Van Den Broeck  | Lotto       | a 1'32"   |
| 4    | Daniel Martin      | Garmin      | s.t.      |
| 5    | Rigoberto Urán     | Sky         | s.t.      |
| 6    | Damiano Cunego     | Lampre      | s.t.      |
| 7    | Robert Kišerlovski | Astana      | s.t.      |
| 8    | Matteo Carrara     | Vacansoleil | s.t.      |
| 9    | Dario Cataldo      | Omega       | s.t.      |
| 10   | Sergio Pardilla    | Movistar    | s.t.      |

### Classifica scalatori - Maglia rossa
| Pos. | Corridore         | Squadra   | Punti |
| ---- | ----------------- | --------- | ----- |
| 1    | C.A. Sørensen     | Saxo Bank | 67    |
| 2    | Tom Danielson     | Garmin    | 28    |
| 3    | Michael Albasini  | GreenEDGE | 25    |
| 4    | Nicolas Edet      | Cofidis   | 24    |
| 5    | Steven Kruijswijk | Rabobank  | 21    |

### Classifica sprint - Maglia bianca
| Pos. | Corridore         | Squadra     | Punti |
| ---- | ----------------- | ----------- | ----- |
| 1    | Tomasz Marczyński | Vacansoleil | 10    |
| 2    | Julián Sánchez    | Caja Rural  | 6     |
| 3    | Romain Zingle     | Cofidis     | 4     |
| 4    | Marcos García     | Caja Rural  | 4     |
| 5    | Luis León Sánchez | Rabobank    | 3     |

### Classifica squadre
| Pos. | Squadra                | Tempo     |
| ---- | ---------------------- | --------- |
| 1    | Team Garmin-Barracuda  | 72h51'51" |
| 2    | Katusha Team           | a 2'19"   |
| 3    | Saur-Sojasun           | a 3'55"   |
| 4    | Omega Pharma-Quickstep | a 5'41"   |
| 5    | Rabobank Cycling Team  | a 9'10"   |

## Punteggi UCI
| Pos. | Corridore             | Squadra        | Punti |
| ---- | --------------------- | -------------- | ----- |
| 1    | Michael Albasini      | GreenEDGE      | 112   |
| 2    | Samuel Sánchez        | Euskaltel      | 88    |
| 3    | Jurgen Van Den Broeck | Lotto-Belisol  | 70    |
| 4    | Rigoberto Urán        | Sky Procycling | 63    |
| 5    | Daniel Martin         | Garmin         | 60    |
| 6    | Damiano Cunego        | Lampre-ISD     | 44    |
| 7    | Robert Kišerlovski    | Astana         | 31    |
| 8    | Matteo Carrara        | Vacansoleil    | 21    |
| 9    | Dario Cataldo         | Omega Pharma   | 15    |
| 10   | Janez Brajkovič       | Astana         | 6     |
| 11   | Michał Gołaś          | Omega Pharma   | 4     |
| 12   | Denis Men'šov         | Katusha Team   | 4     |
| 13   | Sylwester Szmyd       | Liquigas       | 4     |
| 14   | Allan Davis           | GreenEDGE      | 4     |
| 15   | Francesco Gavazzi     | Astana         | 4     |
| 16   | Sergio Pardilla       | Movistar Team  | 4     |
| 17   | Kenny van Hummel      | Vacansoleil    | 1     |
| 18   | Ben Gastauer          | AG2R La Mon.   | 1     |
| 19   | Ryder Hesjedal        | Garmin         | 1     |
| 20   | Mikaël Cherel         | AG2R La Mon.   | 1     |
| 21   | Chris Anker Sørensen  | Saxo Bank      | 1     |
| 22   | Juan José Haedo       | Saxo Bank      | 1     |

| Pos. | Squadra                | Punti |
| ---- | ---------------------- | ----- |
| 1    | GreenEDGE Cycling Team | 116   |
| 2    | Euskaltel-Euskadi      | 88    |
| 3    | Lotto-Belisol Team     | 70    |
| 4    | Sky Procycling         | 63    |
| 5    | Team Garmin-Barracuda  | 61    |
| 6    | Lampre-ISD             | 44    |
| 7    | Astana Pro Team        | 41    |
| 8    | Vacansoleil-DCM        | 22    |
| 9    | Omega Pharma-Quickstep | 19    |
| 10   | Katusha Team           | 4     |
| 11   | Liquigas-Cannondale    | 4     |
| 12   | Movistar Team          | 4     |
| 13   | AG2R La Mondiale       | 2     |
| 14   | Team Saxo Bank         | 2     |

| Pos. | Nazione     | Punti |
| ---- | ----------- | ----- |
| 1    | Svizzera    | 112   |
| 2    | Spagna      | 92    |
| 3    | Italia      | 84    |
| 4    | Belgio      | 70    |
| 5    | Colombia    | 63    |
| 6    | Irlanda     | 60    |
| 7    | Croazia     | 31    |
| 8    | Polonia     | 8     |
| 9    | Slovenia    | 6     |
| 10   | Russia      | 4     |
| 11   | Australia   | 4     |
| 12   | Paesi Bassi | 1     |
| 13   | Lussemburgo | 1     |
| 14   | Canada      | 1     |
| 15   | Francia     | 1     |
| 16   | Danimarca   | 1     |
| 17   | Argentina   | 1     |